# Musée archéologique d'Auch
Cet article court présente un sujet plus développé dans : Société historique de Gascogne#Musée.
Le musée d'archéologique d'Auch est le musée fondé à Auch par la Société historique de Gascogne en 1887. 